# Karl von Heim
Pour les articles homonymes, voir Karl Heim.

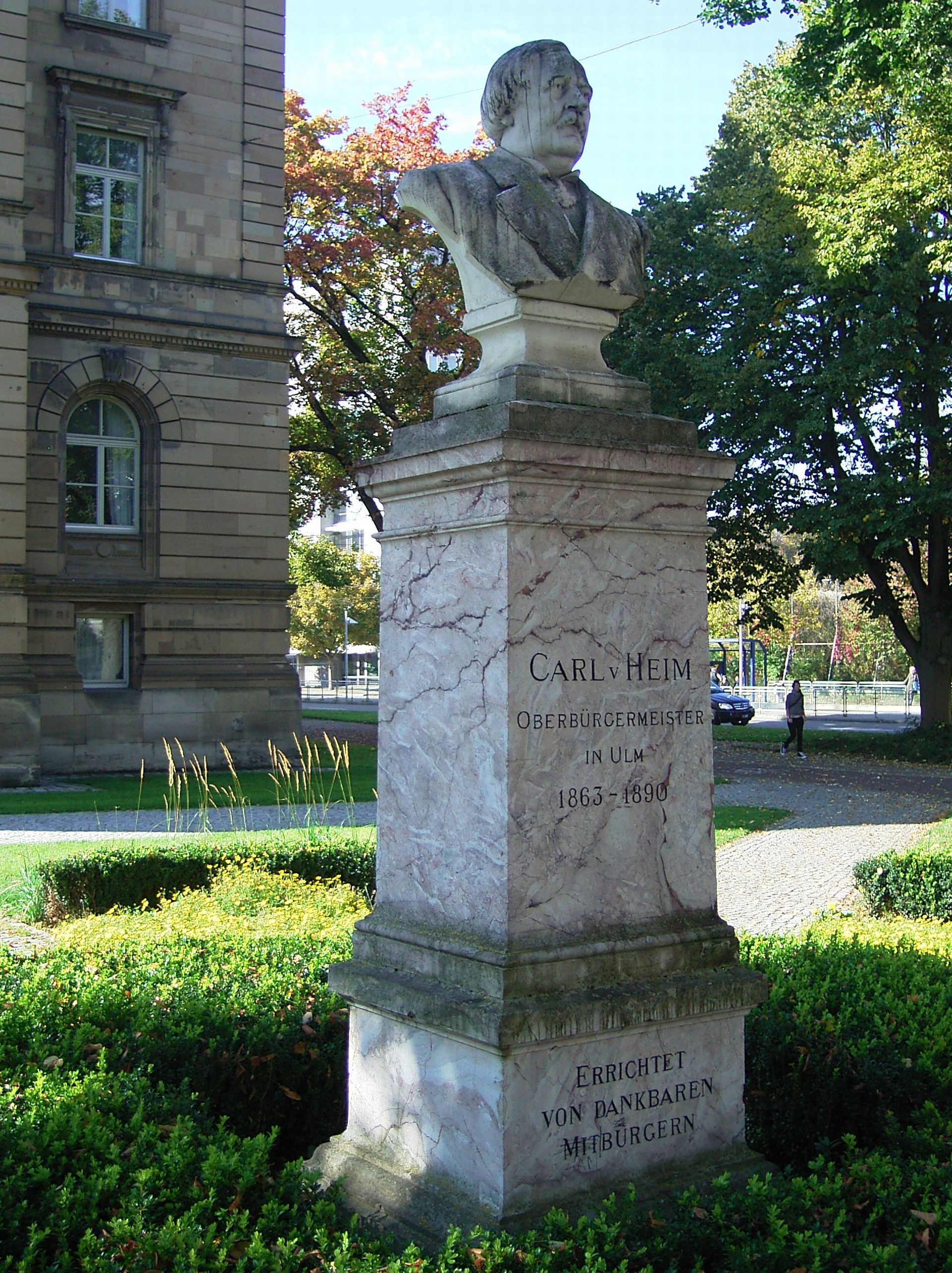
Monument dedié à Karl von Heim à Ulm

Karl Heim, à partir de 1868 von Heim, (né le 20 décembre 1820 à Walddorf et mort le 8 avril 1895 à Ulm) est avocat, maire d'Ulm et député du Reichstag.

## Origine
Karl Heim est le troisième des neuf enfants du maire de Walddorf Johann Georg Heim (1791-1837) et son épouse Maria Barbara née Heim (1793-1840), fille de l'éleveur de bœufs de Walddorf Carl Heim.

## Biographie
Heim étudie aux écoles latines de Nürtingen et de Tübingen. Après la confirmation, il travaille comme assistant notaire chez Notar Wiedersheim à Walddorf. Le 11 novembre 1840, il s'inscrit à l'université de Tübingen, où il étudie le droit jusqu'en 1846, y compris son stage. En mai 1846, Heim passe le deuxième examen du service judiciaire, après quoi il est nommé pour la première fois actuaire judiciaire provisoire à Weinsberg et confirmé le 18 juin 1846. En 1849, Karl Heim est surintendant administratif à Langenbourg et en 1850 à Oberndorf am Neckar. À Oberndorf le 30 janvier 1851, il est nommé au poste de premier magistrat. Le 23.février 1854, Karl Heim est finalement nommé conseiller principal de la justice au tribunal d'Ulm.
Le 21 avril 1863, Karl Heim est élu conseiller municipal d'Ulm (2 080 voix). La libération demandée de la fonction publique est accordée le 28 mai 1863. L'inauguration a lieu le 27 juillet 1863. Le 27 septembre 1864, le roi du Wurtemberg décerne à Heim le titre de Lord maire. De 1863 à 1890, il est lord-maire d'Ulm. La réalisation exceptionnelle de son mandat est l'achèvement de l'extension de la cathédrale. Mais le plus important est l'amélioration du système d'égouts et de l'approvisionnement en eau potable.
De 1877 à 1881, il est membre du Reichstag pour la 14e circonscription de Wurtemberg (Ulm, Heidenheim, Geislingen (de)) pour le parti impérial allemand.
Le 24 novembre 1890, en raison de sa mauvaise santé, von Heim demande une retraite à la fin de l'année. Heinrich von Wagner (de) est élu comme son successeur à la mairie d'Ulm en 1891.
Dans la nuit du 8 au 9 avril 1895, Karl von Heim décède à Ulm et est enterré le 11 avril 1895 à Ulm (discours funèbre du doyen Bilfinger). Le tombeau du «vieux cimetière» d'Ulm existe toujours.

## Honneurs
Karl von Heim a reçu les prix et distinctions suivants:
- 1864: croix de chevalier de l'ordre de Frédéric
- 1868: croix de chevalier de l'ordre de la Couronne de Wurtemberg[6], par laquelle il est élevé à la noblesse personnelle
- 1871: ordre d'Olga
- 1871: croix de chevalier 1re classe aux feuilles de chêne de l'ordre du Lion de Zaeringen
- 1871: croix de chevalier de l'ordre de Saint-Michel
- 1888: nomination comme citoyen d'honneur d'Ulm à l'occasion du 25e anniversaire de service
- 1889: croix de commandeur de l'ordre de la couronne du Wurtemberg
- 1890: croix de commandeur de l'ordre de Frédéric
- Chevalier de 2e classe de l'ordre de la Couronne de Prusse
- Le 5 juillet 1897, le mémorial Karl von Heim est inauguré sur la Karlsplatz à Ulm (le mémorial est maintenant près du bâtiment de la justice au Hafenbad)
- 1900: Nom d'une rue (Heimstraße) d'après le maire décédé
- En outre, Karl von Heim est membre honoraire de l'association des anciens combattants "Prince Hermann de Saxe-Weimar" et de l'association des guerriers "Reine Olga"